# Jacques Thobie
Jacques Thobie (né le 22 avril 1929 à Nantes en France et décédé le 8 avril 2020) est un auteur et professeur émérite français. Il est spécialiste des relations internationales, et fut notamment directeur de l’Institut français d'études anatoliennes d’Istanbul entre 1991 et 1994 avant de prendre sa retraite en 1995.

## Publications principales
Liste non exhaustive, :
- Phares ottomans et emprunts turcs, 1972
- Intérêts et impérialisme français dans l’Empire ottoman, 1977
- La France impériale, 1982
- Ali et les 40 voleurs : impérialismes et Moyen-Orient depuis 1914, 1985
- La France de l’Est méditerranéen depuis 1850 : économie, finance, diplomatie, 1993
- L’Administration générale des Phares de l’Empire ottoman et la société Collas et Michel, 2004
- La Correspondance J. Marx-A. Gabriel, 2006
- Les Intérêts culturels français dans l’Empire ottoman finissant, 2008